# Volby do Poslanecké sněmovny Parlamentu České republiky 2013
Volby do Poslanecké sněmovny Parlamentu České republiky se uskutečnily ve dnech 25.–26. října 2013. Tyto parlamentní volby byly předčasné. Poslanci přijali ústavní usnesení o žádosti prezidenta republiky o rozpuštění Poslanecké sněmovny podle čl. 35 odst. 2 Ústavy České republiky dne 20. srpna 2013. Prezident Miloš Zeman rozpustil sněmovnu 28. srpna.
Ve volbách zvítězila Česká strana sociálně demokratická, která získala 20,45 % hlasů a 50 mandátů. Na druhém místě překvapivě skončilo ANO 2011, které získalo 18,65 % a 47 mandátů. Třetí skončila Komunistická strana Čech a Moravy, další pak bývalé vládní strany TOP 09 a Občanská demokratická strana. Do sněmovny se ještě dostaly Úsvit přímé demokracie Tomia Okamury a KDU-ČSL. 

## Výsledky

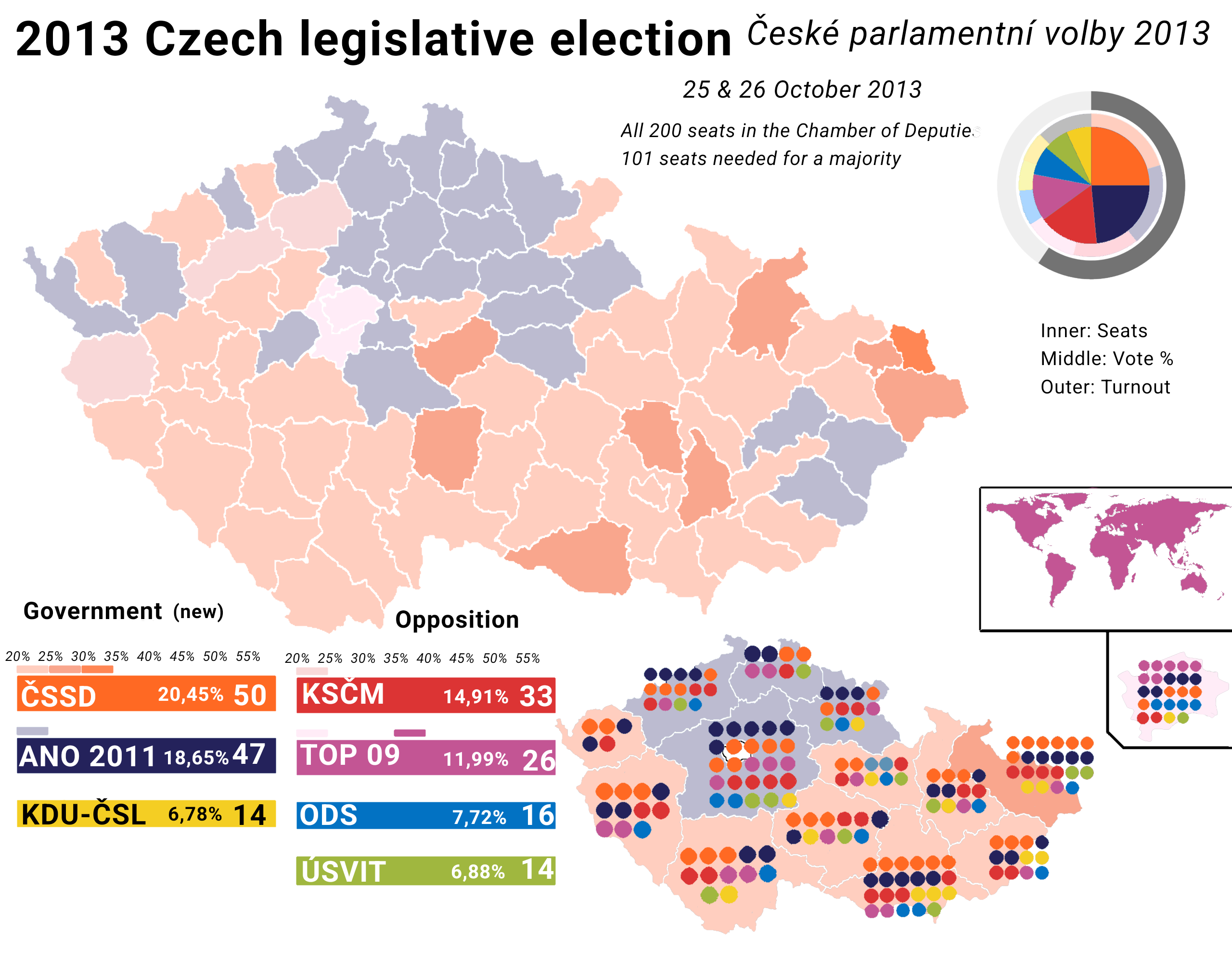
Podrobné výsledky voleb
ČSSD
ANO
KSČM
TOP 09

Státní volební komise oficiální výsledky vyhlásila 30. října, její sdělení vyšlo pod č. 343/2013 Sb. Vítězem voleb se stala ČSSD s 20,45 % hlasů, druhé místo obsadilo hnutí ANO s 18,65 %, třetí místo připadlo KSČM se ziskem 14,91 %. Čtvrté místo si připsala TOP 09 s 11,99 %, na pátém místě skončila ODS se 7,72 %, na šestém místě hnutí Úsvit se ziskem 6,88 % hlasů a na sedmém se umístila KDU-ČSL se 6,78 % hlasů. Ostatní strany nepřekročily pětiprocentní kvórum a do sněmovny se tak nedostaly. Volební účast byla 59,48 %, kdy bylo odevzdáno celkem 5 007 212 hlasů (z toho platných 4 969 984) z 8 424 227 oprávněných voličů.
|                        | ČSSD             | ANO          | KSČM          | TOP 09              | ODS               | Úsvit         | KDU-ČSL          |
| ---------------------- | ---------------- | ------------ | ------------- | ------------------- | ----------------- | ------------- | ---------------- |
| Volební lídr           | Bohuslav Sobotka | Andrej Babiš | Vojtěch Filip | Karel Schwarzenberg | Miroslava Němcová | Tomio Okamura | Pavel Bělobrádek |
| Počet hlasů            | 1 016 829        | 927 240      | 741 044       | 596 357             | 384 174           | 342 339       | 336 970          |
| Počet procent          | 20,45 % ▼        | 18,65 % ▬    | 14,91 % ▲     | 11,99 % ▼           | 7,72 % ▼          | 6,88 % ▬      | 6,78 % ▲         |
| Počet mandátů          | 50               | 47           | 33            | 26                  | 16                | 14            | 14               |
| Předchozí volby (2010) | 22,08% (56)      | nová strana  | 11,27% (26)   | 16,70% (41)         | 20,22% (53)       | nová strana   | 4,39% (0)        |

### Celkové výsledky
|         |                                                               |           |       |         |         |
| Subjekt | Subjekt                                                       | Hlasy     | Hlasy | Mandáty | Mandáty |
| Subjekt | Subjekt                                                       | Počet     | %     | Počet   | ±       |
|         | Česká strana sociálně demokratická                            | 1 016 829 | 20,45 | 50      | -6      |
|         | ANO 2011                                                      | 927 240   | 18,65 | 47      | +47     |
|         | Komunistická strana Čech a Moravy                             | 741 044   | 14,91 | 33      | +7      |
|         | TOP 09                                                        | 596 357   | 11,99 | 26      | -15     |
|         | Občanská demokratická strana                                  | 384 174   | 7,72  | 16      | -37     |
|         | Úsvit přímé demokracie                                        | 342 339   | 6,88  | 14      | +14     |
|         | Křesťanská a demokratická unie - Československá strana lidová | 336 970   | 6,78  | 14      | +14     |
|         | Strana zelených                                               | 159 025   | 3,19  | 0       | -       |
|         | Česká pirátská strana                                         | 132 417   | 2,66  | 0       | -       |
|         | Strana svobodných občanů                                      | 122 564   | 2,46  | 0       | -       |
|         | Strana Práv Občanů ZEMANOVCI                                  | 75 113    | 1,51  | 0       | -       |
|         | Dělnická strana sociální spravedlnosti                        | 42 906    | 0,86  | 0       | -       |
|         | Politické hnutí Změna                                         | 28 592    | 0,57  | 0       | -       |
|         | Hlavu vzhůru – volební blok                                   | 21 241    | 0,42  | 0       | -       |
|         | Suverenita – Strana zdravého rozumu                           | 13 538    | 0,27  | 0       | -       |
|         | Strana soukromníků České republiky                            | 13 041    | 0,26  | 0       | -       |
|         | Koruna Česká                                                  | 8 932     | 0,17  | 0       | -       |
|         | LEV 21 – Národní socialisté                                   | 3 843     | 0,07  | 0       | -       |
|         | Aktiv nezávislých občanů                                      | 1 237     | 0,02  | 0       | -       |
|         | Pravý blok                                                    | 1 225     | 0,02  | 0       | -       |
|         | Romská demokratická strana                                    | 609       | 0,01  | 0       | -       |
|         | Občané 2011                                                   | 455       | 0,00  | 0       | -       |
|         | Klub angažovaných nestraníků                                  | 293       | 0,00  | 0       | -       |
| Celkem  | Celkem                                                        | 4 969 984 | 100   | 200     | –       |

#### Zvolení poslanci podle politické příslušnosti
| Politický subjekt                                             | Počet poslanců |
| ------------------------------------------------------------- | -------------- |
| Česká strana sociálně demokratická                            | 46             |
| bezpartijní                                                   | 36             |
| Komunistická strana Čech a Moravy                             | 30             |
| ANO 2011                                                      | 27             |
| TOP 09                                                        | 20             |
| Občanská demokratická strana                                  | 15             |
| Křesťanská a demokratická unie – Československá strana lidová | 12             |
| Úsvit přímé demokracie Tomia Okamury                          | 3              |
| Věci veřejné                                                  | 3              |
| Starostové a nezávislí                                        | 3              |
| Severočeši.cz                                                 | 2              |
| Východočeši                                                   | 1              |
| Starostové pro Liberecký kraj                                 | 1              |
| Občané 2011                                                   | 1              |

#### Výsledky podle krajů (v procentech)
|                      | ČSSD  | ANO   | KSČM  | TOP 09 | ODS   | Úsvit | KDU-ČSL |
| -------------------- | ----- | ----- | ----- | ------ | ----- | ----- | ------- |
| Praha                | 14,09 | 16,46 | 8,52  | 23,03  | 11,99 | 3,19  | 5,46    |
| Středočeský kraj     | 18,44 | 20,07 | 14,41 | 14,64  | 8,85  | 6,32  | 4,05    |
| Jihočeský kraj       | 20,73 | 16,97 | 16,45 | 12,77  | 8,08  | 7,07  | 6,66    |
| Plzeňský kraj        | 21,65 | 18,52 | 15,76 | 11,27  | 10,64 | 5,57  | 4,85    |
| Karlovarský kraj     | 21,34 | 21,32 | 16,72 | 10,08  | 6,72  | 8,33  | 3,36    |
| Ústecký kraj         | 20,77 | 21,29 | 20,22 | 8,50   | 6,24  | 7,64  | 2,22    |
| Liberecký kraj       | 16,89 | 21,59 | 14,38 | 15,25  | 6,95  | 7,97  | 3,01    |
| Královéhradecký kraj | 18,57 | 20,28 | 14,08 | 12,91  | 7,27  | 8,08  | 6,79    |
| Pardubický kraj      | 20,53 | 19,82 | 14,62 | 10,81  | 7,10  | 6,85  | 7,70    |
| Kraj Vysočina        | 23,01 | 15,89 | 16,86 | 9,07   | 6,83  | 6,84  | 10,54   |
| Jihomoravský kraj    | 22,94 | 17,34 | 14,36 | 9,79   | 7,01  | 6,49  | 10,26   |
| Olomoucký kraj       | 22,22 | 19,61 | 17,03 | 7,74   | 6,03  | 8,86  | 7,94    |
| Zlínský kraj         | 19,39 | 18,31 | 12,90 | 9,21   | 5,66  | 10,17 | 13,22   |
| Moravskoslezský kraj | 26,38 | 18,07 | 17,53 | 6,16   | 5,45  | 7,78  | 7,24    |
| Česká republika      | 20,45 | 18,65 | 14,91 | 11,99  | 7,72  | 6,88  | 6,78    |

#### Rozdělení mandátů podle krajů
|                      | Mandáty | ČSSD | ANO | KSČM | TOP 09 | ODS | Úsvit | KDU-ČSL |
| -------------------- | ------- | ---- | --- | ---- | ------ | --- | ----- | ------- |
| Praha                | 24      | 4    | 5   | 2    | 7      | 4   | 1     | 1       |
| Středočeský kraj     | 25      | 6    | 6   | 4    | 4      | 2   | 2     | 1       |
| Jihočeský kraj       | 12      | 3    | 2   | 2    | 2      | 1   | 1     | 1       |
| Plzeňský kraj        | 11      | 3    | 3   | 2    | 2      | 1   | 0     | 0       |
| Karlovarský kraj     | 5       | 2    | 2   | 1    | 0      | 0   | 0     | 0       |
| Ústecký kraj         | 14      | 4    | 4   | 3    | 1      | 1   | 1     | 0       |
| Liberecký kraj       | 8       | 2    | 2   | 1    | 2      | 0   | 1     | 0       |
| Královéhradecký kraj | 11      | 2    | 3   | 2    | 1      | 1   | 1     | 1       |
| Pardubický kraj      | 10      | 2    | 2   | 2    | 1      | 1   | 1     | 1       |
| Kraj Vysočina        | 11      | 3    | 2   | 2    | 1      | 1   | 1     | 1       |
| Jihomoravský kraj    | 23      | 6    | 5   | 4    | 2      | 2   | 1     | 3       |
| Olomoucký kraj       | 12      | 3    | 3   | 2    | 1      | 1   | 1     | 1       |
| Zlínský kraj         | 12      | 3    | 3   | 2    | 1      | 0   | 1     | 2       |
| Moravskoslezský kraj | 22      | 7    | 5   | 4    | 1      | 1   | 2     | 2       |
| Česká republika      | 200     | 50   | 47  | 33   | 26     | 16  | 14    | 14      |

#### Mapy výsledků
Mapy výsledků sedmi stran, které se dostaly do nové sněmovny.

ČSSD
ANO
KSČM
TOP 09
ODS
Úsvit
KDU-ČSL

## Situace před volbami

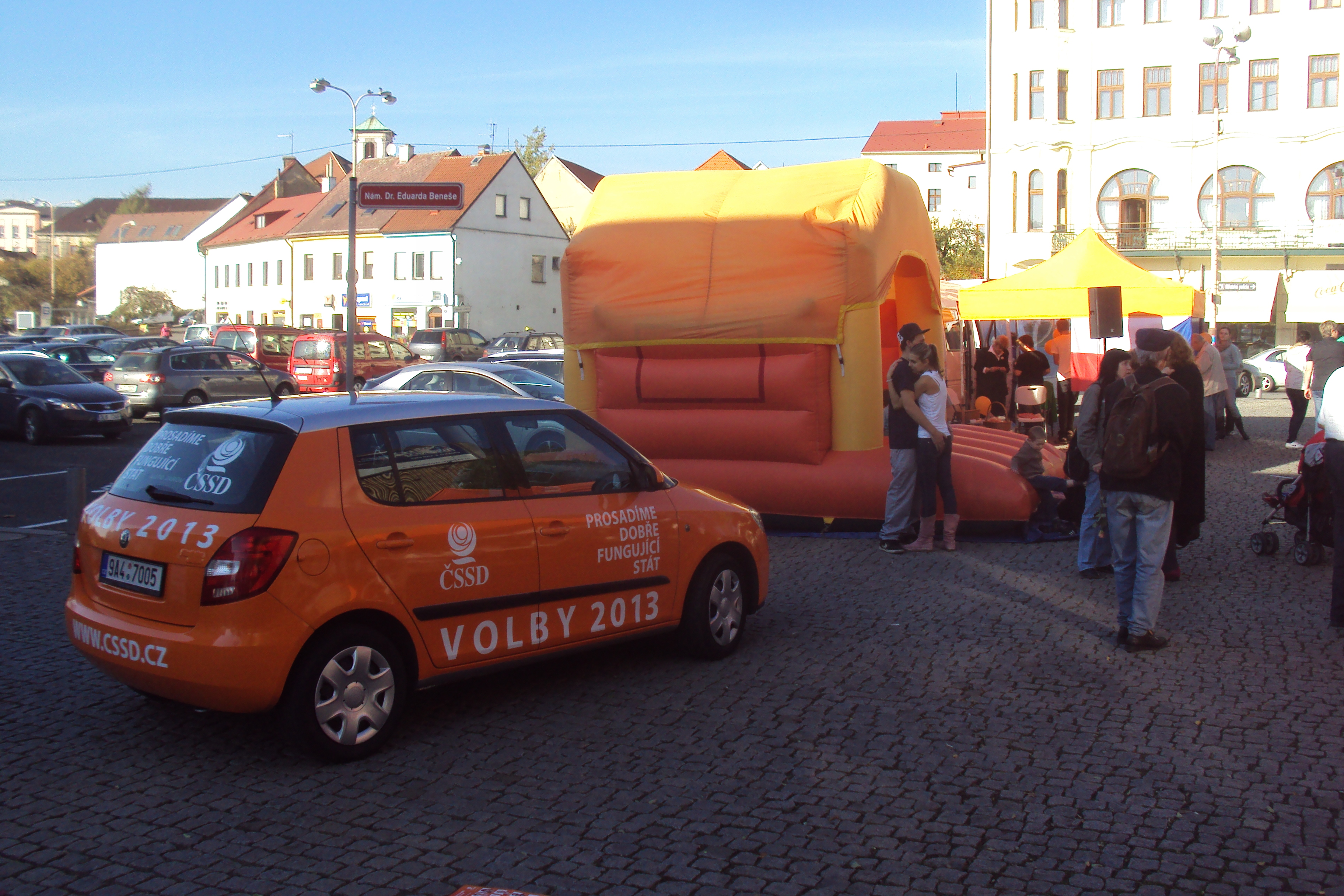
Předvolební mítink ČSSD v České Lípě

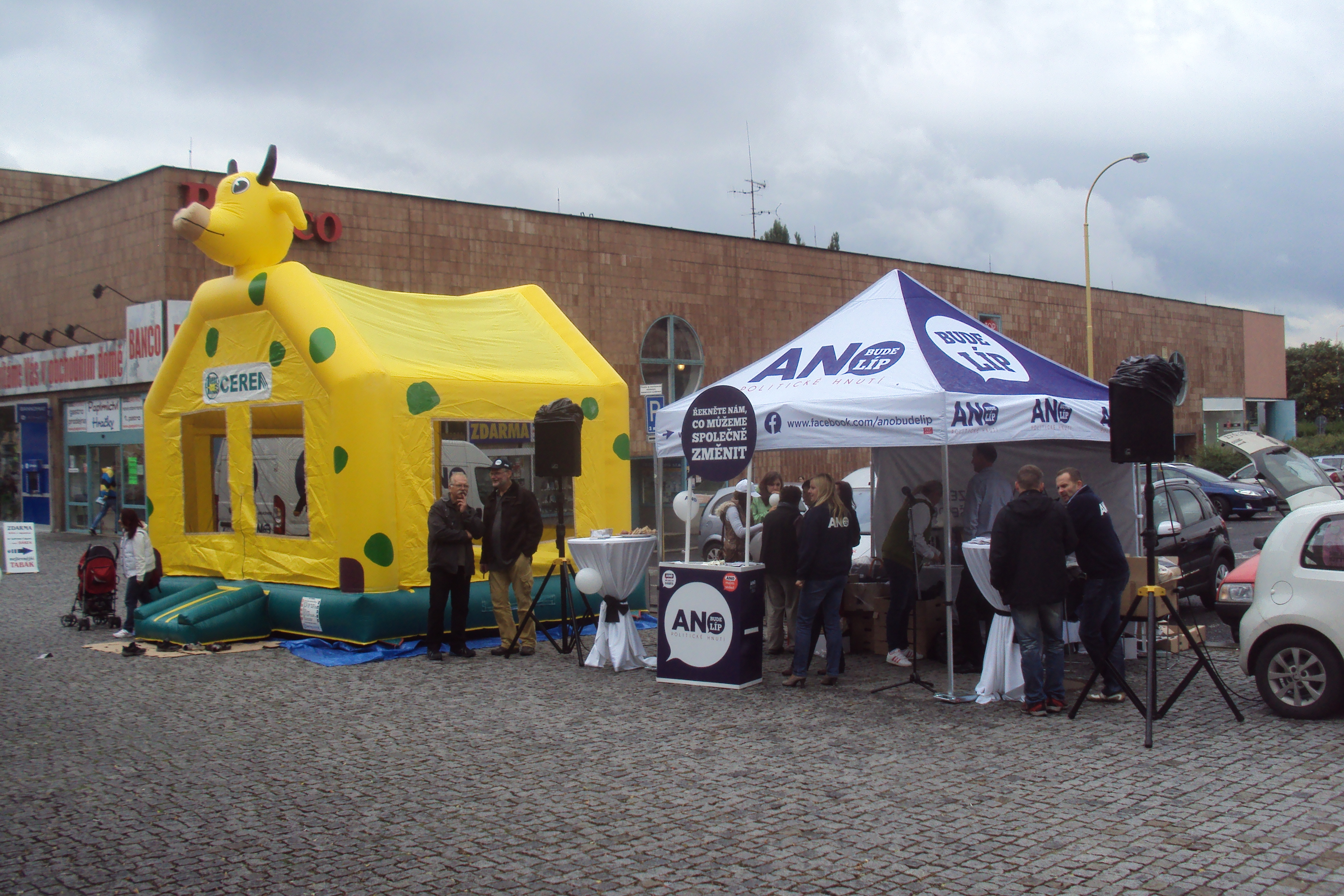
Předvolební mítink ANO v České Lípě

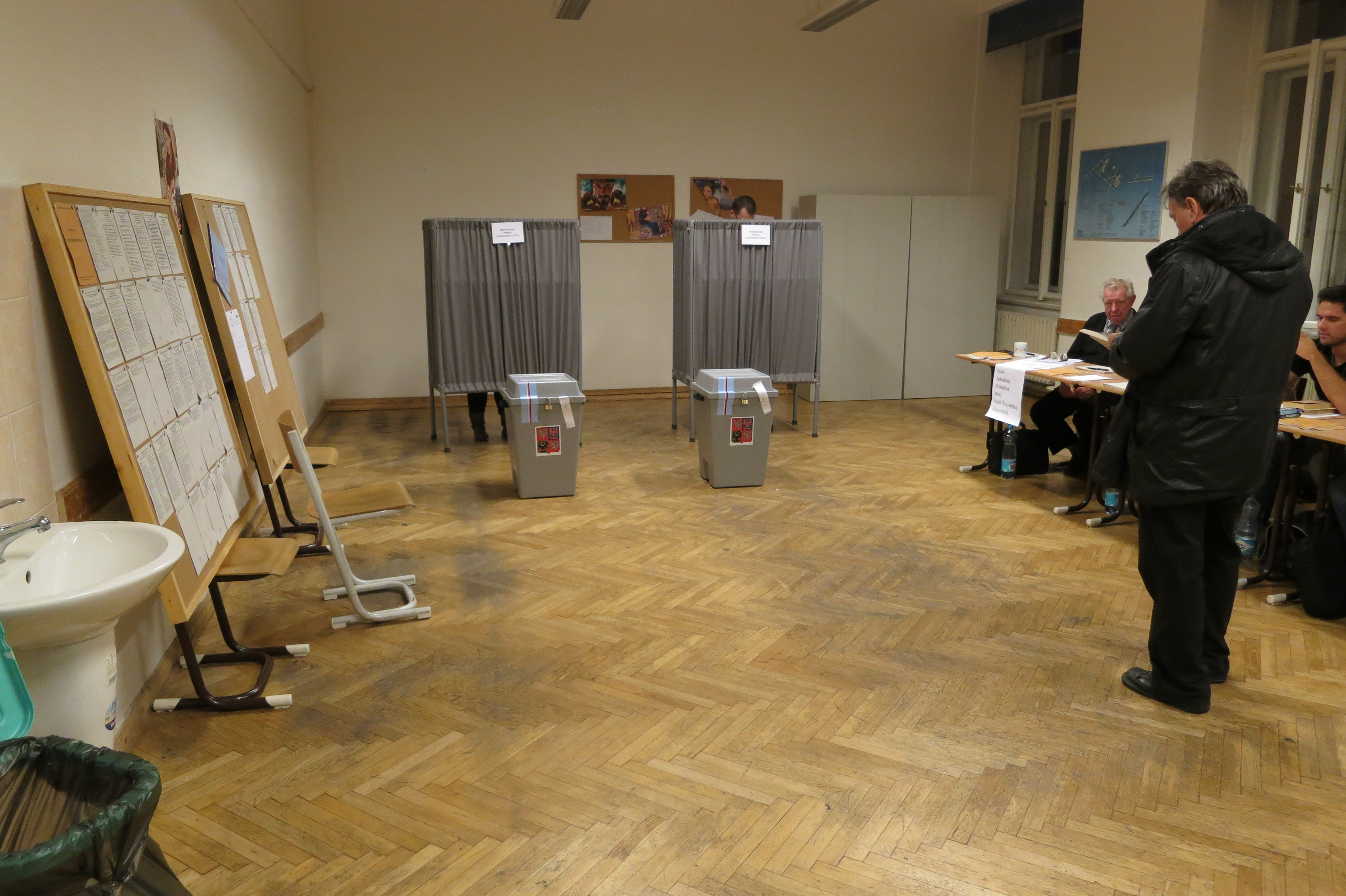
Volební místnost na ZŠ Palmovka, Praha

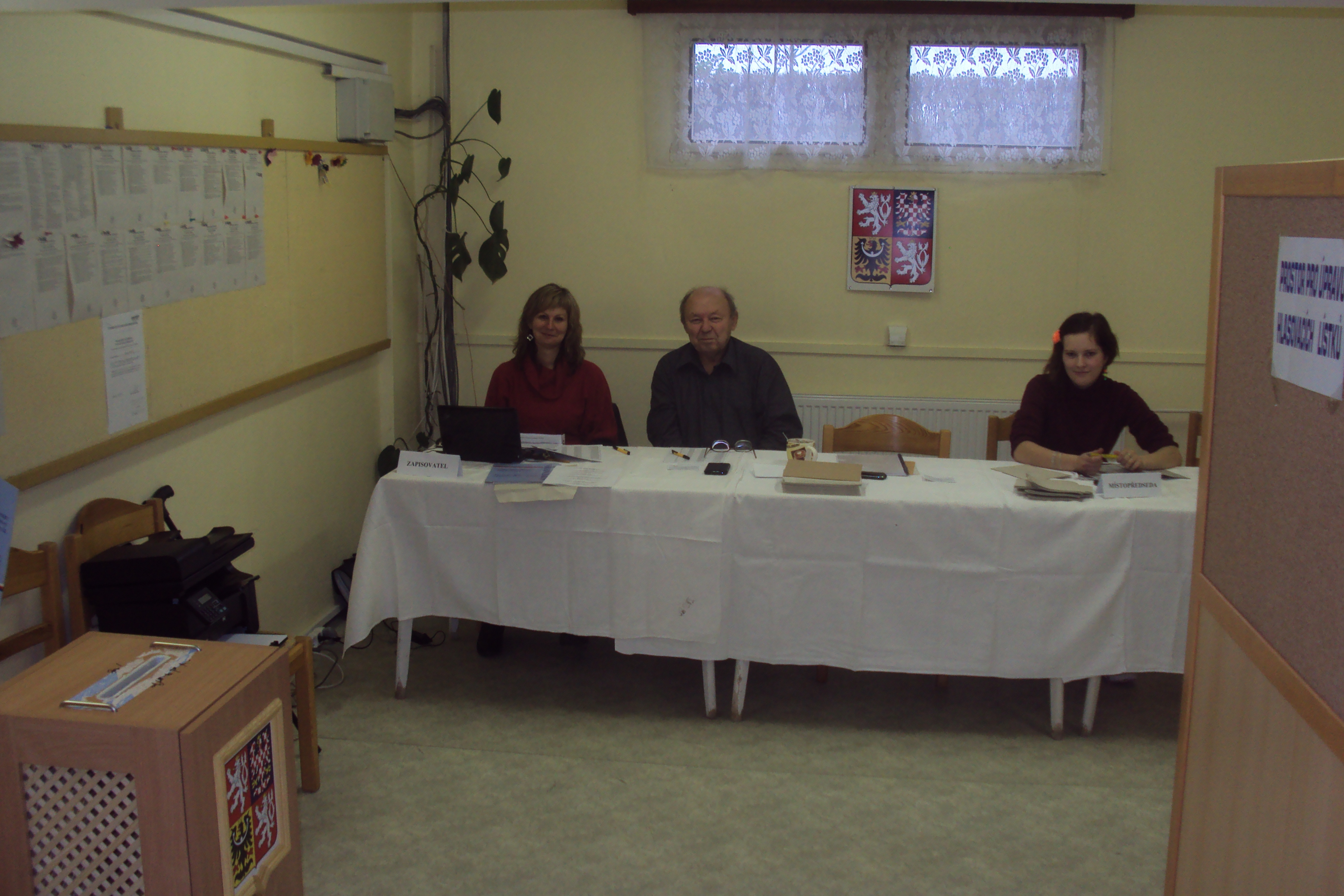
Volební místnost v Nových Zákupech krátce po zahájení voleb

### Politická krize 2013
V reakci na červnovou aféru podal dne 17. června demisi premiér Petr Nečas. O pár dní později se strany dosavadní středopravicové koalice, tj. ODS, TOP 09 a LIDEM, dohodly na pokračování koaliční spolupráce pod vedením nové premiérky Miroslavy Němcové. Prezident republiky Miloš Zeman ale přání trojkoalice nevyslyšel a dne 25. června jmenoval premiérem bývalého ministra financí své vlády Jiřího Rusnoka. Proti tomuto kroku se bývalá trojkoalice silně ohradila, zatímco opoziční strany (ČSSD, KSČM a VV) uvítaly konec Nečasovy vlády. Dne 10. července byl Rusnokův kabinet jmenován, koalice v následujících týdnech setrvala na svém stanovisku dostat šanci pro sestavení své vlády, což odůvodňovala podporou 101 poslanců pro vznik nové vlády na půdorysu dosavadní vládní koalice. Týden po jmenování vlády se ČSSD pokusila rozpustit sněmovnu, ale na její stranu se přidalo pouze 96 poslanců (ČSSD, KSČM, VV a někteří nezařazení).
Dne 7. srpna předstoupila vláda před Poslaneckou sněmovnou s žádostí o vyslovení důvěry. Ta jí sice nebyla poměrem 93 ku 100 hlasům udělena, ale hlasování současně představovalo rozpad dosavadní parlamentní většiny ODS, TOP 09 a LIDEM. Hlasování se totiž neúčastnili dva poslanci za ODS Tomáš Úlehla a Jan Florián a v reakci na jejich rozhodnutí ze sálu před hlasováním odešla i předsedkyně strany LIDEM Karolína Peake. Krátce před hlasováním vystoupil 1. místopředseda TOP 09 Miroslav Kalousek, který oznámil, že pokud se proti Rusnokově vládě aktivně nepostaví 101 koaličních poslanců, podpoří TOP 09 konání předčasných voleb. Vzhledem k tomu, že proti Rusnokově vládě aktivně hlasovalo pouze 98 koaličních poslanců, vystoupil po hlasování předseda poslaneckého klubu TOP 09 a Starostové Petr Gazdík, který předložil seznam podpisů všech 42 poslanců TOP 09 a Starostů ke svolání mimořádné schůze k rozpuštění sněmovny.

### Rozpuštění sněmovny
Ještě během 7. srpna se sešli zástupci ČSSD a TOP 09 ohledně podání společného návrhu k rozpuštění Poslanecké sněmovny. Následující den se k návrhu připojila KSČM a posléze i Věci veřejné. Návrh na rozpuštění Poslanecké sněmovny Parlamentu České republiky podle čl. 35 odst. 2 Ústavy České republiky podalo celkem 126 poslanců. Předčasné volby za jediné rozumné východisko označila i předsedkyně LIDEM Karolína Peake. Z dřívějších vyjádření se pro předčasné volby vyslovili i dva poslanci strany LEV 21 a nezařazená Kristýna Kočí. Nejednoznačný byl postoj ODS. Zatímco předsedkyně sněmovny Miroslava Němcová se přiklonila ke konání voleb, naopak předseda poslaneckého klubu ODS Marek Benda oznámil v České televizi, že většina představitelů strany je proti rozpuštění sněmovny.
Mimořádná schůze Poslanecké sněmovny byla zahájena v pátek 16. srpna, byla ale hned přerušena a o rozpuštění sněmovny se hlasovalo až v následující úterý, 20. srpna. ODS se rozhodla hlasování neúčastnit a odešla ze sálu. Výjimkou byla předsedkyně sněmovny Miroslava Němcová, která hlasovala proti. Návrh usnesení k návrhu prezidentu k rozpuštění Poslanecké sněmovny byl ale přesto pohodlně schválen, když pro něj hlasovalo celkem 140 poslanců (především poslanecké kluby ČSSD, KSČM, TOP 09 a VV), proti jich bylo jen sedm.

### Ústavní stížnosti
Poslanec Petr Skokan (VV) podal 19. srpna ústavní stížnost proti způsobu svolání a průběhu schůze Poslanecké sněmovny, na které byla projednávána žádost o vyslovení důvěry vládě Jiřího Rusnoka. V ní napadl jak to, že podle jeho názoru nebyla schůze svolána řádně a včas, tak také samotný její průběh, a dožadoval se svolání nové schůze. Do doby rozhodnutí Ústavního soudu navíc navrhl, aby soud vydal předběžné opatření, kterým by prezidentu republiky zakázal reagovat na jakékoli podněty, které přijdou ze strany Poslanecké sněmovny, tedy i na návrh na její rozpuštění a vypsání nových voleb.
Kromě toho prohlásil, že k Ústavnímu soudu byla podána druhá ústavní stížnost, jejímž autorem sám není, o které ale ví, že směřuje proti rychlosti vyhlášení nových voleb. Nevyloučil, že projednání ústavních stížností může zapříčinit odklad voleb až do jara 2014. Ústavní soud však dne 3. září 2013 stížnost Petra Skokana odmítl, protože k jejímu projednání není příslušný a protože rozpuštěné sněmovně už nelze uložit žádnou povinnost.

### Jednání s prezidentem republiky
23. srpna 2013 se sešli předsedové stran, zastoupených v Poslanecké sněmovně – Bohuslav Sobotka (ČSSD), Martin Kuba (ODS), Karel Schwarzenberg (TOP 09), Vojtěch Filip (KSČM) a Vít Bárta (Věci veřejné), s prezidentem republiky Milošem Zemanem. Prezident předsedům sdělil, že volby hodlá vyhlásit na 25. a 26. října 2013 s tím, že svolá zahajující schůzi nové sněmovny na 26. listopadu 2013. Rozhodnutí o rozpuštění Poslanecké sněmovny a o vyhlášení voleb vydal 28. srpna 2013 a stejný den byly vyhlášeny ve Sbírce zákonů.

## Harmonogram voleb a jejich příprav
Níže je uveden harmonogram voleb se základními termíny. Detailní harmonogram zveřejnil ve svém článku zpravodajský server ČTK.
- úterý 20. srpna: Poslanecká sněmovna odhlasovala své rozpuštění
- středa 28. srpna: Prezident republiky vydal rozhodnutí o rozpuštění sněmovny a vyhlásil termín předčasných voleb.[11]
- do neděle 15. září: Občané mohou požádat o hlasování v zahraničí[11]
- úterý 17. září (v případě předčasných voleb 38 dní před prvním dnem hlasování): Nejzazší termín pro podání kandidátních listin. Další 4 dny je lze ještě měnit a doplňovat[11]
- pondělí 30. září: Do této doby musí krajské úřady a pražský magistrát rozhodnout o registraci kandidátek[11]
- středa 2. října: Rozlosování čísel stranám Státní volební komisí[12]
- od pondělí 14. října do středy 23. října 14:00: Vysílání volebních spotů stran v České televizi a rozhlase[11]
- od úterý 22. října (3 dny před začátkem voleb) do konce hlasování: Zákaz zveřejňování výsledků předvolebních průzkumů[10]
- do středy 23. října 16:00: Možnost osobně požádat o voličský průkaz[10]
- pátek 25. října 14:00–22:00, sobota 26. října 8:00–14:00: Volby[11]

## Kandidující subjekty
Do Poslanecké sněmovny kandidovaly tyto subjekty, podle abecedy:
| Název                                                         | Logo | Volební číslo | Lídr                | Foto | Poznámka |
| ------------------------------------------------------------- | ---- | ------------- | ------------------- | ---- | --- |
| Aktiv nezávislých občanů                                      |      | 14            | Karol Schneider     |      | |
| ANO 2011                                                      |      | 20            | Andrej Babiš        |      | podpora: Hnutí pro Prahu 11; Severočeši.cz; Východočeši                                                                                                   |
| Česká pirátská strana                                         |      | 3             | Ivan Bartoš         |      | |
| Česká strana sociálně demokratická                            |      | 1             | Bohuslav Sobotka    |      | |
| Dělnická strana sociální spravedlnosti                        |      | 18            | Tomáš Vandas        |      | |
| Hlavu vzhůru – volební blok                                   |      | 5             | Jana Bobošíková     |      | podpora: Demokratická strana zelených; Jihočeši 2012; Právo a spravedlnost; Pro sport a zdraví; Suverenita – Blok Jany Bobošíkové; Uzdravme naši politiku |
| Klub angažovaných nestraníků                                  |      | 8             | Pavel Holba         |      | podpora: Klíčové hnutí |
| Komunistická strana Čech a Moravy                             |      | 21            | Vojtěch Filip       |      | podpora: Strana demokratického socialismu |
| Koruna Česká (monarchistická strana Čech, Moravy a Slezska)   |      | 24            | Václav Srb          |      | |
| Křesťanská a demokratická unie – Československá strana lidová |      | 11            | Pavel Bělobrádek    |      | podpora: Hnutí O co jim jde?!; Konzervativní strana |
| LEV 21 – Národní socialisté                                   |      | 22            | Jiří Paroubek       |      | podpora: Česká strana národně socialistická |
| Občané 2011                                                   |      | 16            | Ludvík Adámek       |      | |
| Občanská demokratická strana                                  |      | 6             | Miroslava Němcová   |      | úřadujícím předsedou strany byl v době konání voleb Martin Kuba                                                                                           |
| Politické hnutí Změna                                         |      | 9             | Jan Korytář         |      | podpora: Humanistická strana; Moravané; Občané.cz; Zelení                                                                                                 |
| Romská demokratická strana                                    |      | 7             | Miroslav Tancoš     |      | |
| Strana Práv Občanů ZEMANOVCI                                  |      | 15            | Zdeněk Štengl       |      | |
| Strana soukromníků České republiky                            |      | 10            | Rostislav Senjuk    |      | podpora: LIDEM – liberální demokraté; Občané pro Budějovice; SNK Evropští demokraté                                                                       |
| Strana svobodných občanů                                      |      | 10            | Petr Mach           |      | |
| Strana zelených                                               |      | 23            | Ondřej Liška        |      | podpora: Strana rovných příležitostí |
| Suverenita – Strana zdravého rozumu                           |      | 13            | Petr Hannig         |      | podpora: SDŽ – Strana důstojného života |
| TOP 09                                                        |      | 4             | Karel Schwarzenberg |      | podpora: Starostové a nezávislí; Starostové pro Liberecký kraj                                                                                            |
| Úsvit přímé demokracie                                        |      | 17            | Tomio Okamura       |      | podpora: Balbínova poetická strana; Věci veřejné |
| Volte Pravý blok                                              |      | 12            | Petr Cibulka        |      | |

## Předvolební průzkumy
Poslední výsledky předvolebních průzkumů mohly být zveřejněny 21. října.

### Stranické preference
| Výzkum                        | Počet respondentů | ČSSD   | KSČM   | TOP 09 | ODS | SPOZ | ANO   | Ostatní | Nerozhodnutí | Nevoliči |
| ----------------------------- | ----------------- | ------ | ------ | ------ | --- | ---- | ----- | ------- | ------------ | -------- |
| PPM Factum, 12. – 16. 8. 2013 | 1002              | 21 %   | 9 %    | 10 %   | 6 % | 5 %  | 5 %   | 10 %    | 25 %         | 10 %     |
| CVVM, 9. – 16. 9. 2013        | 1029              | 19,5 % | 12,5 % | 7,5 %  | 5 % | 3 %  | 8,5 % | 6,5 %   | 14,5 %       | 23 %     |

### Volební model
| Výzkum                           | Počet respondentů | Volební účast (%) | ČSSD   | KSČM   | TOP 09 | ODS    | SPOZ  | ANO    | KDU-ČSL | Úsvit | Ostatní |
| -------------------------------- | ----------------- | ----------------- | ------ | ------ | ------ | ------ | ----- | ------ | ------- | ----- | ------- |
| PPM Factum, 14. 6. – 20. 6. 2013 | 945               | 50,5              | 29,3 % | 16,1 % | 15 %   | 8 %    | 6,6 % | —      | 7,5 %   | —     |         |
| Sanep, 4. 7. – 10. 7. 2013       | 7 159             | 53,4              | 27,2 % | 17,5 % | 9,2 %  | 8 %    | 7 %   | 2 %    | 7,1 %   | 2,9 % | 19,1 %  |
| Median, 14. 6. – 14. 7. 2013     | 1 377             | 62                | 34 %   | 18,5 % | 15 %   | 13 %   | 3%    | —      | 5,5 %   | —     | 11 %    |
| Sanep, 8. 8. – 14. 8. 2013       | 6 138             | 55,2              | 27,9 % | 16,7 % | 13,1 % | 7,8 %  | 7,2 % | 2,6 %  | 6,4 %   | 2,7 % | 5,6 %   |
| Median, 15. 7. – 15. 8. 2013     | 1 161             | 63,5              | 32 %   | 15,5 % | 15 %   | 13,5 % | 5 %   | —      | 4 %     | —     | 15 %    |
| TNS Aisa, 2. 9. – 5. 9. 2013     | 1 205             | 71                | 28 %   | 15,5 % | 13 %   | 9,5 %  | 5,5 % | 7 %    | —       | 5,5 % | 16 %    |
| Sanep, 5. 9. –11. 9. 2013        | 7 879             | 56,2              | 26,2 % | 16,2 % | 13,9 % | 8,7 %  | 6,9 % | 6,1 %  | 5,2 %   | 3,7 % | 13,1 %  |
| PPM Factum, 5. 9. – 15. 9. 2013  | 967               | 52,7              | 26,2 % | 16,7 % | 13,8 % | 8 %    | 5,1 % | 10,9 % | 6,7 %   | 2,5 % | 10,1 %  |
| CVVM, 9. 9. – 16. 9. 2013        | 1 029             | 62                | 30,5 % | 19,5 % | 12,5 % | 7 %    | 5,5 % | 14 %   | 4,5 %   | 2,5 % | 4 %     |
| STEM, 15. 9. – 21. 9. 2013       | 1 043             | 65                | 28 %   | 17 %   | 11 %   | 12,5 % | 5,5 % | 10 %   | 5,5 %   | 2,5 % | 8 %     |
| TNS Aisa, 18. 9. – 24. 9. 2013   | 1 051             | 71                | 29 %   | 14,5 % | 10,5 % | 9 %    | 4 %   | 11 %   | 5,5 %   | 5 %   | 11,5 %  |
| TNS Aisa, 23. 9. – 2. 10. 2013   | 1 210             | 73                | 29 %   | 11 %   | 9,5 %  | 8,5 %  | 5 %   | 13 %   | 6,5 %   | 4,5 % | 13 %    |
| TNS Aisa, 30. 9. – 9. 10. 2013   | 865               | 77                | 28,5 % | 12,5 % | 11 %   | 6,5 %  | 4,5 % | 12,5 % | 6 %     | 5 %   | 13,5 %  |
| PPM Factum, 30. 9. – 10. 2013    | 972               | 54                | 22,8 % | 17,1 % | 13,2 % | 7,2 %  | 4,7 % | 12,1 % | 5,9 %   | 3,7 % | 13,3 %  |
| STEM, 8. 10. –15. 10. 2013       | 1 052             | 67                | 25,9 % | 13,3 % | 11,5 % | 8,6 %  | 2,6 % | 16,1 % | 4,5 %   | 5,9 % | 11,6 %  |
| CVVM, 7. 10. – 14. 10. 2013      | 999               | 63                | 26 %   | 18 %   | 9 %    | 6,5 %  | 3,5 % | 16,5 % | 5 %     | 5 %   | 10,5 %  |
| Median, 16. 9. – 16. 10. 2013    | 1 083             | 60                | 25,5 % | 16 %   | 13 %   | 8 %    | 5 %   | 13 %   | 6 %     | 4 %   | 9,5 %   |
| TNS Aisa, 7. 10. – 16. 10. 2013  | 1 200             | 78                | 23 %   | 14 %   | 10,5 % | 7 %    | 4 %   | 16 %   | 6 %     | 6 %   | 8 %     |

Strany, které v prvním průzkumu získaly nad 1 % hlasů, byly Strana zelených (3,1 %), Úsvit přímé demokracie (2,9 %), LEV 21 (2,9 %), Dělnická strana sociální spravedlnosti (2,8 %), Česká pirátská strana (2,6 %), Suverenita – Blok Jany Bobošíkové (2,1 %) a Starostové a nezávislí (1,8 %). V druhém průzkumu nad 1 % hlasů získaly SBB (3,2 %), Strana zelených (2,8 %), Úsvit přímé demokracie (2,7 %), Česká pirátská strana (2,4 %), LEV 21 (2,0 %). Podle čtvrtého průzkumu by nad 3 % hlasů získaly Úsvit (3,7 %) a SBB (3,3 %). Těsně pod hranicí 3 % by zůstali Piráti, Svobodní, DSSS a LEV 21.

## Povolební situace
Po volbách nastala situace, kdy se stala česká parlamentní scéna značně nepřehlednou a roztříštěnou. Na parlamentní půdu poslaly volební výsledky řadu nových hráčů, některé dokonce ve velmi silné pozici (hnutí ANO Andreje Babiše získalo přes 18,5 % hlasů, Úsvit Tomia Okamury téměř 7 %). Na druhou stranu citelně oslabily obě velké strany, jejichž soupeření i občasné pragmatické spojenectví se stalo osou stranického systému v České republice od dob jejího vzniku. ČSSD získala necelých 20,5 % hlasů, což jí sice zajistilo vítězství v těchto volbách, ale oproti očekávání, předvolebním průzkumům veřejného mínění i oproti dosavadním volebním výsledkům této strany se jednalo o překvapivě nízký zisk. ODS získala v těchto volbách 7,72 % a pouhých 16 křesel. Nově zvolený poslanec a pozdější předseda této strany Petr Fiala prohlásil: "ODS, jak jsme jí dosud znali, přestala existovat."
KSČM oproti předchozímu volebnímu období mírně posílila na bezmála 15 % a stala se třetí nejsilnější stranou. TOP 09 získala 12 %, což sama považovala vzhledem ke svému ostře neoliberálnímu proreformnímu kurzu v Nečasově vládě za relativní úspěch. Do parlamentních lavic se po předchozím mimoparlamentním období vrátila KDU-ČSL (6,78 %). Tomio Okamura svou novou formaci Úsvit přímé demokracie dosáhl 6,9 % zastoupení ve Sněmovně.
Nesplnily se prognózy rekordního množství propadlých hlasů. Mimoparlamentními stranami se stala Strana zelených (3,2 % hlasů), Piráti (2,7 % hlasů) a Strana svobodných občanů (2,5 % hlasů). Překvapením byl nízký zisk SPOZ, která přitom byla páteří dosavadní (parlamentem nepodpořené) vlády Jiřího Rusnoka s neskrývanou podporou prezidenta Miloše Zemana, stejně jako necelých 0,5 % hlasů pro stranu Jany Bobošíkové Hlavu vzhůru – volební blok podporovanou nepřímo Václavem Klausem.
Prezident republiky svolal zasedání nově zvolené Poslanecké sněmovny na 25. listopadu. Toho dne 199 přítomných poslanců složilo ústavní slib.
Z povolebních jednání vzešla vládní koalice ČSSD, ANO a KDU-ČSL, která se opírala o většinu 111 poslanců z 200. Vláda byla jmenována prezidentem Milošem Zemanem 28. ledna 2014 a byla podpořena sněmovnou při hlasování o důvěře vládě 18. února 2014.